# Philippe Bouvatier
Philippe Bouvatier (Rouen, 12 juni 1964 – aldaar, 7 april 2023) was een Frans wielrenner, die beroeps was tussen 1984 en 1995.

## Wielerloopbaan
Hij nam deel aan de Olympische Zomerspelen 1984 in de ploegentijdrit. Als sterke tijdrijder won Bouvatier tweemaal de Duo Normand (de eerste keer als amateur). In de 14e etappe van de Ronde van Frankrijk 1988 tussen Blagnac en de Guzet-Neige verscheen hij na een lange ontsnapping vóór Robert Millar en Massimo Ghirotto als eerste bovenaan. Tweehonderd meter voor de aankomstlijn reed hij echter de verkeerde kant en een parkeerplaats op en Ghirotto zou uiteindelijk als eerste over de streep komen. Zijn bijnaam onder de wielrenners was De Krokodil.
Bouvatier kreeg een dubbele trombose, waardoor hij gedeeltelijk verlamd raakte. Hij overleed op 58-jarige leeftijd.

## Belangrijkste overwinningen
1982
- Duo Normand (met Bruce Péan)
- Nationaal Kampioenschap op de weg, Junioren

1988
- Duo Normand (met Thierry Marie)
- Polynormande

1990
- 4e etappe Ronde van de Europese Gemeenschap

1991
- 4e etappe Ronde van de Middellandse Zee

## Resultaten in voornaamste wedstrijden
| Jaar | Ronde van Italië | Ronde van Frankrijk | Ronde van Spanje |
| ---- | ---------------- | ------------------- | ---------------- |
| 1984 |                  |                     |                  |
| 1986 |                  | opgave              | opgave           |
| 1987 |                  | 66e                 | 38e              |
| 1988 |                  | 32e                 | opgave           |
| 1989 |                  | buiten tijd         | 42e              |
| 1990 |                  |                     |                  |
| 1991 |                  |                     |                  |
| 1992 | opgave           |                     |                  |
| 1993 | opgave           |                     |                  |
| 1994 |                  |                     |                  |

| Jaar | Gent-Wevelgem | Ronde van Vlaanderen | Amstel Gold Race | Luik-Bast.‑Luik | Ronde van Lombardije | Waalse Pijl | Parijs-Tours | Bretagne Classic |
| ---- | ------------- | -------------------- | ---------------- | --------------- | -------------------- | ----------- | ------------ | ---------------- |
| 1984 |               |                      |                  |                 |                      |             | 24e          | 4e               |
| 1986 |               |                      |                  |                 |                      |             |              |                  |
| 1987 |               |                      |                  |                 |                      |             |              |                  |
| 1988 |               |                      |                  |                 |                      |             |              |                  |
| 1989 |               |                      |                  |                 |                      |             |              |                  |
| 1990 |               |                      |                  |                 |                      |             | 56e          |                  |
| 1991 | 61e           | 17e                  |                  | 59e             |                      | 14e         |              |                  |
| 1992 |               |                      | 20e              |                 | 30e                  |             | 30e          |                  |
| 1993 |               |                      |                  |                 |                      |             |              |                  |
| 1994 |               |                      |                  |                 |                      |             | 163e         |                  |